# NGC 5716
NGC 5716 ist eine Balkenspiralgalaxie mit ausgeprägten Emissionslinien vom Hubble-Typ SBc im Sternbild Waage.
Sie wurde am 7. Mai 1787 von Wilhelm Herschel mit einem 18,7-Zoll-Spiegelteleskop entdeckt, der sie dabei mit „cF, S, R, sp and joining two small stars“ beschrieb.